# Condado de Mineral (Nevada)
O Condado de Mineral (em inglês:  Mineral County) é um dos 16 condados do estado americano de Nevada. A sede do condado é Hawthorne. Foi fundado em 1911.

## Geografia
De acordo com o United States Census Bureau, o condado possui uma área de 9 876 km², dos quais 9 720 km² estão cobertos por terra e 156 km² por água.

## Demografia
Segundo o censo nacional de 2010, o condado possui uma população de 4 772 habitantes e uma densidade populacional de 0,5 hab/km². Possui 2 830 residências, que resulta em uma densidade de 0,3 residências/km².